# Dave Bruylandts
Dave Bruylandts est un coureur cycliste belge, né le 7 décembre 1976, à Lierre.

## Biographie
Passé professionnel en 1999 dans l'équipe belge Palmans-Ideal, il réalise une bonne fin de saison avec une victoire au Prix national de clôture de Putte-Kappelen, ainsi qu'une troisième place au Grand Prix de Fourmies et un septième au Tour d'Émilie. Recruté par l'équipe Farm Frites en 2000, il est licencié en mars, un contrôle sanguin réalisé en février durant la Semaine catalane ayant révélé un hématocrite supérieur à 50 %. De retour chez Palmans, il remporte tout de même six victoires durant cette saison, ce qui lui permet d'intégrer la Domo-Farm Frites, la nouvelle équipe de Patrick Lefevere. Il y reste deux saisons, durant lesquelles il remporte deux victoires, dont le Grand Prix de Wallonie. Il s'impose à nouveau sur cette course en 2003, alors qu'il court pour l'équipe belge Chocolade Jacques. Il obtient de nombreuses places d'honneur cette année-là, dont une dixième place au Tour des Flandres. Le début de l'année 2004 est encore meilleur, avec un podium sur ce même Tour des Flandres. Une fracture du coude consécutive à une chute sur Liège-Bastogne-Liège vient ternir une première fois le parcours de Bruylandts. En juillet, son équipe annonce que le coureur a fait l'objet d'un contrôle positif à l'EPO dans la semaine suivant le Tour des Flandres. Il est condamné à une suspension de 18 mois par sa fédération.
L'équipe Unibet.com lui permet un retour dans le peloton professionnel en 2006. Cependant, il se retrouve à nouveau au cœur d'une affaire de dopage et ne signe finalement pas de contrat avec l'équipe belge, qui suspend temporairement Geert Omloop, également cité. Alors que cette affaire n'a pas encore trouvé d'issue, Bruylandts a été contraint, faute de se tourner vers une équipe continentale (Klaipeda-Splendid) en 2007. Il remporte quelques victoires dont À travers le Hageland avant de prendre sa retraite.

## Palmarès
| - 1996 - 3e du championnat de Belgique sur route espoirs - 1997 - 2e de la Flèche du port d'Anvers - 2e du Mémorial Danny Jonckheere - 1998 - Champion de la province d'Anvers du contre-la-montre espoirs - Tour de la province d'Anvers - Flèche des Barrages - 2e du Challenge de Hesbaye - 2e du championnat de Belgique sur route espoirs - 1999 - Prix national de clôture - 3e du Grand Prix de Fourmies - 2000 - Circuito Montañés : - Classement général - 2e et 5e étapes - Tour du Schynberg - Grand Prix Jef Scherens - 3e étape du Tour de Castille-et-León - 2e du Grand Prix de la ville de Zottegem - 3e d'À travers le Morbihan - 3e du Tour de Castille-et-León - 2002 - Grand Prix de Wallonie - 4e étape de la Route du Sud - 2e du Grand Prix Pino Cerami | - 2003 - 5e étape du Tour de Belgique - 3e étape du Tour de Burgos - Grand Prix de Wallonie - Giro d'Oro - 2e du Tour du Schynberg - 2e du Grand Prix de l'industrie, du commerce et de l'artisanat de Carnago - 2e de la Subida a Urkiola - 3e du Tour de Pologne - 3e du Circuit franco-belge - 10e du Tour des Flandres - 2004 - 3e du Tour de Langkawi - 3e du Tour des Flandres - 2007 - Zuidkempense Pijl - À travers le Hageland - 4e étape du Triptyque ardennais - 3e étape du Tour de la province de Namur - 2008 - 2e du Grand Prix Criquielion - 2022 - Champion de Belgique masters B |

## Résultats sur les grands tours

### Tour d'Espagne
- 2001 : 51e
- 2002 : 56e

### Tour de France
- 2002 : hors délai (16e étape)

## Classements mondiaux
| Année           | 2008 |
| --------------- | ---- |
| UCI Europe Tour | 903e |